# Синміклеуш (Алба)
Синміклеуш (рум. Sânmiclăuș) — село у повіті Алба в Румунії. Входить до складу комуни Шона.
Село розташоване на відстані 256 км на північний захід від Бухареста, 41 км на північний схід від Алба-Юлії, 68 км на південний схід від Клуж-Напоки, 136 км на північний захід від Брашова.

## Населення
За даними перепису населення 2002 року у селі проживала 1451 особа.
Національний склад населення села:
| Національність | Кількість осіб | Відсоток |
| -------------- | -------------- | -------- |
| угорці         | 920            | 63,4%    |
| румуни         | 350            | 24,1%    |
| цигани         | 177            | 12,2%    |

Рідною мовою назвали:
| Мова      | Кількість осіб | Відсоток |
| --------- | -------------- | -------- |
| угорська  | 916            | 63,1%    |
| румунська | 532            | 36,7%    |